# Železniční nehoda u Nových Kopist
Železniční nehoda u Nových Kopist se udála čtyři minuty po půlnoci 10. listopadu 1989 na zastávce Nové Kopisty u Lovosic na trati Praha – Děčín. Mezinárodní expres Balt-Orient narazil rychlostí 116 km/h do porouchaného osobního vlaku číslo 9622. Kvůli nehodě zemřelo šest lidí, osm bylo zraněno vážně a přes 50 lehce.

## Havárie
V zastávce Nové Kopisty se kvůli poruše zdržel osobní vlak číslo 9622 tvořený elektrickou jednotkou 460.081+082 jedoucí z Prahy-Holešovic do Děčína hl. n. Za ním jedoucí vlak Ex 372 Balt-Orient tažený lokomotivou 350.009 projel stanicí Bohušovice nad Ohří a blížil se plnou rychlostí k Novým Kopistům (dovolená rychlost v daném místě v té době pro daný vlak činila 120 km/h). Kvůli událostem spojeným s pádem Berlínské zdi nebyl příliš zaplněn. 390 m před místem střetu expres minul návěstidlo automatického bloku v poloze „Stůj“ a následně, čtyři minuty po půlnoci 10. listopadu, narazil do zadní části stojícího vlaku.

## Následky
Při nehodě zemřelo pět lidí, jeden zemřel po týdnu na následky zranění v nemocnici, dalších osm lidí bylo zraněno vážně a přes 50 lehce. Tři zemřelí byli zaměstnanci ČSD. Škoda přesáhla 10 milionů Kčs. Lokomotiva a šest rychlíkových vozů bylo zcela zničeno a elektrická jednotka poškozena. Škodu utrpěl i železniční svršek a trakční vedení. Na více než 22 hodin byl na trati zcela přerušen provoz, odřeknuto bylo šest osobních a 81 nákladních vlaků. Náhradní dopravu cestujících zajišťovaly autobusy. Odstraňovat škody pomáhala i armáda.

## Vyšetřování
Při vyšetřování bylo zjištěno, že zabezpečovací zařízení pracovalo v době nehody bez problémů a taktéž brzdy expresu byly v pořádku. Příčinou nehody byla určena nepozornost strojvedoucího mezinárodního expresu.